# Karadžordževiči
Rodbina Karadžordževič (srbska cirilica Карађорђевић, pl. Карађорђевићи, Karađorđevići [karad͡ʑǒːrd͡ʑeʋit͡ɕ]) je srbska vladarska rodbina, ki jo je ustanovil Karađorđe Petrović (1767–1817) veliki vožd Srbije med prvo srbsko vstajo 1804–1813. 
V 19. stoletju je razmeroma kratkotrajno rodbino podpiral Ruski imperij in je nasprotovala rodbini Obrenović, ki jo je podpirala Avstro-Ogrska. Po Karađorđevem atentatu leta 1817 je Miloš Obrenović ustanovil rodbino Obrenović. Dve hiši sta se nato več generacij potegovali za prestol. Po atentatu na srbskega kralja Aleksandra I. Obrenovića leta 1903 je srbski parlament za prestol Kraljevine Srbije izbral Karađorđevega vnuka Petra I. Karađorđevića, ki je takrat živel v izgnanstvu. Ustrezno je bil okronan za kralja Petra I., malo pred koncem prve svetovne vojne leta 1918 pa so predstavniki treh ljudstev razglasili Kraljevino Srbov, Hrvatov in Slovencev s Petrom I. za suverena. Leta 1929 se je kraljevina pod Aleksandrom I., sinom Petra I. preimenovala v Jugoslavijo. Novembra 1945 je družina izgubila svoj prestol, ko je oblast prevzela Zveza komunistov Jugoslavije v času vladavine Petra II..

## Predniki
Po mnenju nekaterih raziskovalcev so se Karađorđevićevi predniki po očetu najverjetneje preselili iz visokogorja (v današnji Črni gori) v Šumadijo med drugo veliko selitvijo Srbov v letih 1737–39, pod vodstvom patriarha Šakabente, kot posledica avstro-turške vojne (v kateri so sodelovali Srbi). Srbsko zgodovinopisje je sprejelo teorijo, da so predniki Karađorđevičev izhajali iz Vasojevićev.
Pojavilo se je nekaj domnev o tem, kje je družina končala po prihodu v Šumadijo. Po besedah Radoša Ljušića so Karađorđevićevi predniki najverjetneje izvirali iz Vasojevićev, vendar pravi, da ni nobenih zgodovinskih podatkov o prednikih ali od kod so prišli, edini pravi vir je folklora. Najverjetneje so Karađorđevićev predniki izvirali iz Vasojevićev. Grigorije Božović (1880–1945) je trdil, da so družina Srbljaci (domačini) na ozemlju Vasojevićev. K teoriji Srbljakov prispeva dejstvo, da je družina do leta 1890 slavila sv. Klemena kot zavetnika, medtem ko je zavetnik Vasojevićev, torej Vasovih potomcev, nadangel Mihael. Kralju Petru I. je bilo dovoljeno, da svojo slavo spremeni v svetega Andreja Prvoklicanega, ki ga je leta 1890 poklical beograjski metropolit Mihailo po smrti njegove žene, princese Zorke, s čimer je počastil datum po julijanskem koledarju, ko so srbski uporniki med prvo srbsko vstajo osvobodili Beograd.
Poleg tega je kralj Peter ob poroki s kneginjo Zorko leta 1883 za svatov izbral vojvodo Vasojevića Miljana Vukova Vešovića. Na vprašanje njegovega bodočega tasta kneza Nikolaja, zakaj je med različnimi vojvodami Črne gore izbral Miljana, je odgovoril, da ga je izbral zaradi junaštva in sorodstva, ki ga opisuje kot Vojvodo moje krvi in sorodstva. Njegov sin Aleksander, ki se je rodil na Cetinju, je dobil vzdevek Črnogorec. Pleme Vasojevići trdijo, da izhaja iz Stefana Konstantina iz rodbine Nemanjić. Vasojevići so bili ponosni na Karađorđa in so ga videli kot svojega sorodnika. Črnogorski politik in Vasojević Gavro Vuković je podprl to teorijo. V skladu s tem je Alexander Karađorđević (1806-1885) od Petra II. leta 1840 dobil naziv »vojvoda Vasojevići«. Druge teorije so: Črnogorski zgodovinar Miomir Dašić je trdil, da družina Karađorđević izvira iz Gurešićev iz Podgorice v Črni gori. Folklorist Dragutin Vuković je menil, da je bil Tripko Knežević–Guriš Karađorđev praded; Vukićević je leta 1907 pisal, da v okolici Podgorice obstaja lokalna trditev, da so Karađorđevićev predniki sprva izvirali iz Vranja.
Družina je trdila, da izvira iz plemena Vasojevići (v Črni gori) in se je izselila v poznih 1730-ih ali zgodnjih 1740-ih. Družina je živela v Mačitevu (v Suvi Reki), od koder se je dedek Jovan preselil v Viševac, Jovanov brat Radak pa se je preselil v Mramorac.

## Vladarji in prestolonasledniki
|  | Ime                          | Rojstvo | Smrt | Nazivi |
|  | ---------------------------- | ------- | ---- | --- |
|  | Đorđe Petrović - Karađorđe   | 1762    | 1817 | voditelj I. srbskega upora (1804-1813) |
|  | Aleksander Karađorđević      | 1806    | 1885 | vladajoči knez Srbije (1842-1858) |
|  | Peter I. Karađorđević        | 1844    | 1921 | kralj Kraljevine Srbije (1903-1918) kralj Srbov, Hrvatov in Slovencev (1918-1921)                                                                                     |
|  | Aleksander I. Karadžordžević | 1888    | 1934 | princ-regent Srbije (1914-1918) regent Kraljevine Srbov, Hrvatov in Slovencev (1918-1921) kralj Srbov, Hrvatov in Slovencev (1921-1929) kralj Jugoslavije (1929-1934) |
|  | Knez Pavel Karađorđević      | 1893    | 1976 | princ-regent Jugoslavije (1934-1941) |
|  | Peter II. Karađorđević       | 1923    | 1970 | kralj Jugoslavije (1941-1945) |
|  | Aleksander II. Karađorđević  | 1945    |      | prestolonaslednik Jugoslavije (1945) in pretendent (1945 -) |

## Trenutne zahteve za prestol
Karađorđevići so v srbski družbi dejavni na različne načine. Obstaja mnenje, da bi bila ustavna parlamentarna monarhija končna rešitev za stabilnost, enotnost in kontinuiteto. Poleg tega podpirajo Srbijo kot demokratično državo s prihodnostjo v Evropski uniji.
Zadnji prestolonaslednik Jugoslavije Aleksander od leta 2001 živi v Beogradu v Kraljevskem dvoru Dedinje. Kot edini sin zadnjega kralja Petra II., ki ni nikoli abdiciral, in zadnji uradni dedič Kraljevine Jugoslavije trdi, da je zakoniti dedič srbskega prestola v primeru obnove. Pred padcem Slobodana Miloševića je osebno združil parlamentarno opozicijo na več večjih kongresih. V palači redno sprejema verske voditelje in si prizadeva, kolikor priložnost dopušča, pokazati svojo zavezanost človekovim pravicam in demokraciji.
Karađorđevići se veliko ukvarjajo s humanitarnim delom. Princesa Katarina ima humanitarno fundacijo, prestolonaslednik Aleksander pa vodi Fundacijo za kulturo in izobraževanje, katere dejavnosti vključujejo študentske štipendije, poletne tabore za otroke itd. Karađorđevići so vidni tudi v nacionalnem športu.